# Liste d'élections en 1882
Chronologie des élections
- 1878
- 1879
- 1880
- 1881
- 1882
- 1883
- 1884
- 1885
- 1886

Cet article recense les élections organisées durant l'année 1882.

## Élections nationales en 1882
Cette section concerne les élections législatives et présidentielles dans un état souverain, éventuellement fédéral, ainsi que leurs principaux référendums.
| Date                    | État          | Élection ou référendum                    | Contexte | Résultat |
| ----------------------- | ------------- | ----------------------------------------- | --- | --- |
| 1882                    | Chili         | Législatives (nl)                         | | Cette section est vide, insuffisamment détaillée ou incomplète. Votre aide est la bienvenue ! Comment faire ?                      |
| 8 janvier               | France        | Sénatoriales                              | | Cette section est vide, insuffisamment détaillée ou incomplète. Votre aide est la bienvenue ! Comment faire ?                      |
| 5 février               | Argentine     | Législatives (es)                         | | Cette section est vide, insuffisamment détaillée ou incomplète. Votre aide est la bienvenue ! Comment faire ?                      |
| 1er mars                | Uruguay       | Présidentielle (es)                       | | Cette section est vide, insuffisamment détaillée ou incomplète. Votre aide est la bienvenue ! Comment faire ?                      |
| 1er avril               | Colombie      | Présidentielle                            | | Cette section est vide, insuffisamment détaillée ou incomplète. Votre aide est la bienvenue ! Comment faire ?                      |
| 19 avril - 19 mai       | Liechtenstein | Législatives (de)                         | | Cette section est vide, insuffisamment détaillée ou incomplète. Votre aide est la bienvenue ! Comment faire ?                      |
| 13 juin                 | Belgique      | Législatives (nl)                         | | Cette section est vide, insuffisamment détaillée ou incomplète. Votre aide est la bienvenue ! Comment faire ?                      |
| 20 juin                 | Canada        | Fédérales                                 | | Les conservateurs de Macdonald sont réélus avec un quatrième mandat majoritaire face aux libéraux d'Edward Blake[réf. nécessaire]. |
| 9 juillet               | Costa Rica    | Présidentielle (es)                       | | Cette section est vide, insuffisamment détaillée ou incomplète. Votre aide est la bienvenue ! Comment faire ?                      |
| 30 juillet              | Suisse        | Référendum (de)                           | Propositions d'approuver : - un décret fédéral sur la propriété intellectuelle - une loi fédérale sur les mesures contre les épidémies | Tous deux rejetés[réf. nécessaire]                                                                                                 |
| 29 octobre - 5 novembre | Italie        | Législatives                              | | Cette section est vide, insuffisamment détaillée ou incomplète. Votre aide est la bienvenue ! Comment faire ?                      |
| 7 novembre              | États-Unis    | Législatives (chambre (en) et sénat (en)) | | Cette section est vide, insuffisamment détaillée ou incomplète. Votre aide est la bienvenue ! Comment faire ?                      |
| 26 novembre             | Suisse        | Référendum (de)                           | Proposition de modification de l'article 27 de la Constitution fédérale ("Profil scolaire")                                            | Rejetée[réf. nécessaire] |

## Élections en subdivisions nationales en 1882
Cette section concerne les élections législatives dans un État fédéré, une subdivision territoriale ou une colonie d'un État souverain, ainsi que leurs principaux référendums.
| Date                 | Subdivision            | État               | Élection ou référendum | Contexte | Résultat |
| -------------------- | ---------------------- | ------------------ | ---------------------- | -------- | --- |
| 1882                 | Colombie-Britannique   | Canada             | Générales (en)         |          | Cette section est vide, insuffisamment détaillée ou incomplète. Votre aide est la bienvenue ! Comment faire ? |
| 1882                 | Terre-Neuve            | Empire britannique | Générales (en)         |          | Cette section est vide, insuffisamment détaillée ou incomplète. Votre aide est la bienvenue ! Comment faire ? |
| Mars - avril         | Suriname               | Pays-Bas           | Législatives (nl)      |          | Cette section est vide, insuffisamment détaillée ou incomplète. Votre aide est la bienvenue ! Comment faire ? |
| 8 mai                | Île-du-Prince-Édouard  | Canada             | Générales (en)         |          | Cette section est vide, insuffisamment détaillée ou incomplète. Votre aide est la bienvenue ! Comment faire ? |
| Juin                 | Nouveau-Brunswick      | Canada             | Générales              |          | Cette section est vide, insuffisamment détaillée ou incomplète. Votre aide est la bienvenue ! Comment faire ? |
| 20 juin              | Nouvelle-Écosse        | Canada             | Générales (en)         |          | Cette section est vide, insuffisamment détaillée ou incomplète. Votre aide est la bienvenue ! Comment faire ? |
| 13 juillet           | Bulgarie (1878 – 1908) | Empire ottoman     | Législatives (en)      |          | Cette section est vide, insuffisamment détaillée ou incomplète. Votre aide est la bienvenue ! Comment faire ? |
| juillet - 5 décembre | Norvège                | Suède-Norvège      | Législatives (no)      |          | Cette section est vide, insuffisamment détaillée ou incomplète. Votre aide est la bienvenue ! Comment faire ? |